# First Light (Album)
First Light ist ein Jazzalbum des Trios Village of the Sun von Binker Golding, Moses Boyd und Simon Ratcliff, der das Album auch produzierte. Die Aufnahmen erschienen 2022 auf Gearbox Records.

## Hintergrund
Village of the Sun ist ein Musikprojekt von Simon Ratcliff (der mit Felix Buxton das Elektronik-Duo Basement Jaxx bildet) mit dem Jazzduo Binker and Moses, das 2019 entstand. 2020 legte das Trio die Single Village of the Sun / Ted vor.

## Titelliste
- Village of the Sun: First Light (Gearbox Records GB1580)[1]

1. Cesca 5:07
2. First Light 5:48
3. Village of the Sun 6:54
4. The Spanish Master 5:31
5. Tigris 5:14
6. Ted 4:16

## Rezeption
Das Album sei viel subtiler als die aufdringlichen Leads von Basement Jaxx aus deren klassischen Ära, schrieb Hugh Morris in Jazzwise, der das Album mit drei Sternen bewertete. Auf den meisten Tracks vermische sich Ratcliffe eher, als dass er dominieren würde, wobei er an die berauschenden Texturen von Alice Coltrane erinnere und eine unausweichliche Decke aus Synthesizer-Klängen liefere, die dazu beitrage, diesem neuen Trio eine Identität zu verleihen, die sich von anderen ähnlichen Ensembles in der Szene unterscheide. „Es klingt eher wie eine Binker & Moses-Platte, mit einigen anderen Dingen unter der Oberfläche – keine schlechte Sache, wenn man die aktuelle Form des Duos bedenkt (es ist interessant zu hören, wie wichtig Samba und afro-kubanische Themen auf dieser und auf den jüngsten Veröffentlichungen von Ezra Collective sind).“ Es zeuge von „Ratcliffes musikalischer Sensibilität, dass sich die eindringlichsten Momente der Platte, wie das beeindruckende Titelstück, eher anschleichen, als dass sie einen überrollen“.
Die drei Künstler starteten mit First Light ein neues Projekt und vereinten ihre Sensibilitäten, um atmosphärische und tanzbare Tracks zu schaffen, hieß es bei France Musique, das Projekt Village of the Sun erinnere an einige von Simon Ratcliffes Inspirationen wie Alice Coltrane, Airto Moreira und Masters at Work und navigiere zwischen elektronischen Beats, berauschenden Jazzimprovisationen und purer, roher Energie; es bahne sich seinen Weg zwischen Pseudo-Samba-Rhythmen, verträumten Ambient-Texturen und Explosivität von Saxophon und Schlagzeug. Das mitreißende und äußerst wirkungsvolle „The Spanish Master“ sei die perfekte Inkarnation des Trios und verbinde atmosphärische Synthesizerlinien mit elektronischer Perkussion, dem komplexen Spiel von Moses Boyd und dem ausdrucksstarken Saxophon von Binker Goldings.
Binker Golding, Moses Boyd und Keyboarder Simon Ratcliffe hätten auf First Light einen tragfähigen gemeinsamen Nenner gefunden, lobte Josef Engels in Rondo. Der liege im brodelnden Soul-Jazz einer Alice Coltrane oder eines Pharoah Sanders. An letzteren dürfte man sich im Titelstück tatsächlich stark erinnert fühlen. In den weiteren Stücken gäbe es Anspielungen an andere Tenor-Großmeister, in „Cesca“ etwa Sanders’ Mentor John Coltrane, in „Village of The Sun“ an Gary Bartz und Archie Shepp, doch das sei als Kompliment an Golding zu verstehen, der mit seinen unermüdlichen Improvisationen inner- und außerhalb der Harmonien im Rahmen der modal-repetitiv angelegten Stücke ein beeindruckendes Feuer entfache. Schlagzeuger Boyd würde ein extrem dichtes Rhythmusgeflecht auf der Grundlage der Groove-Vorgaben schaffen, die mal in Richtung Latin, mal in Richtung Swing mäanderten.